# 2.147.483.647 (getal)
2.147.483.647 (twee miljard honderdzevenenveertig miljoen vierhonderddrieëntachtigduizend zeshonderdzevenenveertig) is het achtste mersennepriemgetal en is gelijk aan 231 − 1. Het is een van de vier bekende dubbele mersennepriemgetallen.
In 1772 bewees Leonhard Euler dat dit getal een priemgetal is. Tot 1876 was het het grootste bekende priemgetal.

## 2.147.483.647 op computers
2.147.483.647 is het grootste mogelijke 2-complement-getal dat in 32 bits kan worden uitgedrukt. Het getal speelt dan ook een rol in 32-bitscomputers en daarvoor gemaakte software. In 2038 zullen de 32-bitsklokken van sommige computers dit maximum bereiken, waarna ze een onjuiste waarde kunnen aangeven. Zie ook Softwareprobleem jaar 2038.

## Aantal videokijkers
- In december 2014 behaalde een video van het nummer Gangnam Style van de Zuid-Koreaanse rapper-zanger PSY dit aantal views op YouTube. Hiermee zou het maximum aantal registreerbare views voor een YouTube-video zijn behaald, aangezien dit een variabele van 32 bits zou betreffen. Later gaf Google toe dat dit een grap was.[1]